# Pharr
Pharr é uma cidade localizada no estado norte-americano de Texas, no Condado de Hidalgo.

## Demografia
Segundo o censo norte-americano de 2000, a sua população era de 46.660 habitantes.
Em 2006, foi estimada uma população de 61.360, um aumento de 14700 (31.5%).

## Geografia
De acordo com o United States Census Bureau tem uma área de
53,9 km², dos quais 53,9 km² cobertos por terra e 0,0 km² cobertos por água. Pharr localiza-se a aproximadamente 34 m acima do nível do mar.

## Localidades na vizinhança
O diagrama seguinte representa as localidades num raio de 8 km ao redor de Pharr.